# Mahadevsthan (Dhading)
Mahadevsthan (nep. महादेवस्थान) – gaun wikas samiti w środkowej części Nepalu w strefie Bagmati w dystrykcie Dhading. Według nepalskiego spisu powszechnego z 2001 roku liczył on 1085 gospodarstw domowych i 6181 mieszkańców (3016 kobiet i 3165 mężczyzn).